# Кендала (Алматинская область)
Кендала́ (каз. Кеңдала, до 199? г. — Раздольное) — село в Талгарском районе Алматинской области Казахстана. Административный центр Кендалинского сельского округа. Код КАТО — 196255100.

## Население
В 1999 году население села составляло 2816 человек (1370 мужчин и 1446 женщин). По данным переписи 2009 года в селе проживали 8474 человека (4278 мужчин и 4196 женщин).

## Административное деление
В состав села Кендала входит 26 дачных массивов ; «Талгар» ; «Тегистик» ; «Транспортник-Кендала» ; «Ю.Гагарин» ; «Медик» ; «Природа» ; «6 дача Тимирязевец» ; «Заря Алатау» ; «Геофизик» ; «АРО-2» ; «ВИРГ», «Мичуринец 2030» ; «КазПИ им Абая» ; «Апорт» ; «40 лет победы» ; «Южная-Западная» ; «Лесоустроитель» ; «Дружба», «Пенсионер 3» ; «СШ 52» ; «Управление Гражданской Авиаций» ; «Эл-Мо» ; «Общество слепых» ; «Труженик» ; «Кожгалантерейная фабрика» ; «Энтузиаст (2 массива)».